# Gotha G.II
Il Gotha G.II era un bombardiere strategico pesante biplano prodotto dall'azienda tedesco imperiale Gothaer Waggonfabrik negli anni dieci del XX secolo.
Il modello venne utilizzato per breve tempo dalla Luftstreitkräfte, la forza aerea tedesco imperiale, nelle azioni di bombardamento durante la prima guerra mondiale.

## Storia

### Sviluppo
Il Gotha G.II venne interamente sviluppato dal progettista Hans Burkhard, già autore della revisione del progetto del G.I disegnato da Oskar Ursinus per rendere economicamente possibile la sua produzione in serie. Burkhard abbandonò l'anticonvenzionale configurazione del precedente modello per un velivolo dalla struttura più tradizionale, con la fusoliera posizionata sull'ala inferiore anziché su quella superiore adottata dal G.I, soluzione suggerita dall'esperienza dei piloti da lui interpellati. Ripropose la configurazione bimotore in quanto la difficoltà di mantenere la linea di volo per il malfunzionamento di uno dei due motori, che in quel caso produceva una spinta asimmetrica, si rivelò assai inferiore alle previsioni. Inoltre, avendo avuto la possibilità di ricostruire un G.I danneggiato (numero di serie 9/15) riorganizzando le sue varie componenti e trasferendo le due unità posizionandole vicino alla fusoliera, con le gondole appoggiate all'ala inferiore, in configurazione spingente. Questa soluzione, oltre a rivelarsi fattibile, diminuiva la possibilità ai membri dell'equipaggio di incorrere in infortuni.
Il prototipo del G.II venne portato in volo per la prima volta nel marzo 1916 evidenziando però molte carenze, la più significativa delle quali era l'incapacità del velivolo di poter raggiungere la quantità di bombe richiesta dalle specifiche emesse dall'Idflieg. Per ovviare al problema si intervenne sulla struttura dell'ala incrementandone l'apertura aumentando di conseguenza da due a tre coppie i montanti che collegavano le due ali. Venne anche cambiata la configurazione dell'elaborato carrello d'atterraggio, realizzato per poter sopportare le sollecitazioni, che rendeva difficilmente controllabile il velivolo in caso di atterraggi lunghi. Il problema venne risolto ritornando ad una soluzione classica. Altre modifiche interessarono gli alettoni, che adottarono equilibratori a corna, e l'impennaggio che adottò una deriva di forma triangolare.
Questa configurazione, che risolveva i problemi del primo esemplare, venne adottata per la produzione in serie che iniziò negli stabilimenti di Gotha nell'aprile 1916.

### Impiego operativo
Il G.II  entrò in servizio operativo nell'agosto 1916, con otto dei dieci esemplari del lotto di produzione iniziale destinati al fronte dei Balcani. Dei due esemplari rimanenti, uno rimase presso la Gothaer e l'altro rimase gravemente danneggiato durante il volo di prova. Non esistono notizie certe sulle prestazioni offerte dal modello in operazioni belliche ma le fonti affermano che non vennero utilizzati contemporaneamente più di quattro G.II nello stesso periodo (ottobre 1916).
Al successivo febbraio 1917 i G.II operativi erano scesi ad un solo esemplare che all'aprile dello stesso anno risulta non essere più in servizio. Questo era probabilmente da
attribuire ai problemi inerenti alla scarsa affidabilità riscontrata nei motori Mercedes D.IV con cui era equipaggiato che, a causa alle eccessive vibrazioni, innescavano la rottura dell'albero a gomiti.

## Utilizzatori
Germania
- Luftstreitkräfte